# ゴンベ科
ゴンベ科（学名：Cirrhitidae）は、スズキ目スズキ亜目に所属する魚類の分類群（科）の一つ。オキゴンベ・クダゴンベなど、主に熱帯域に生息する海水魚のみ12属33種が含まれる。

## 分布・生態

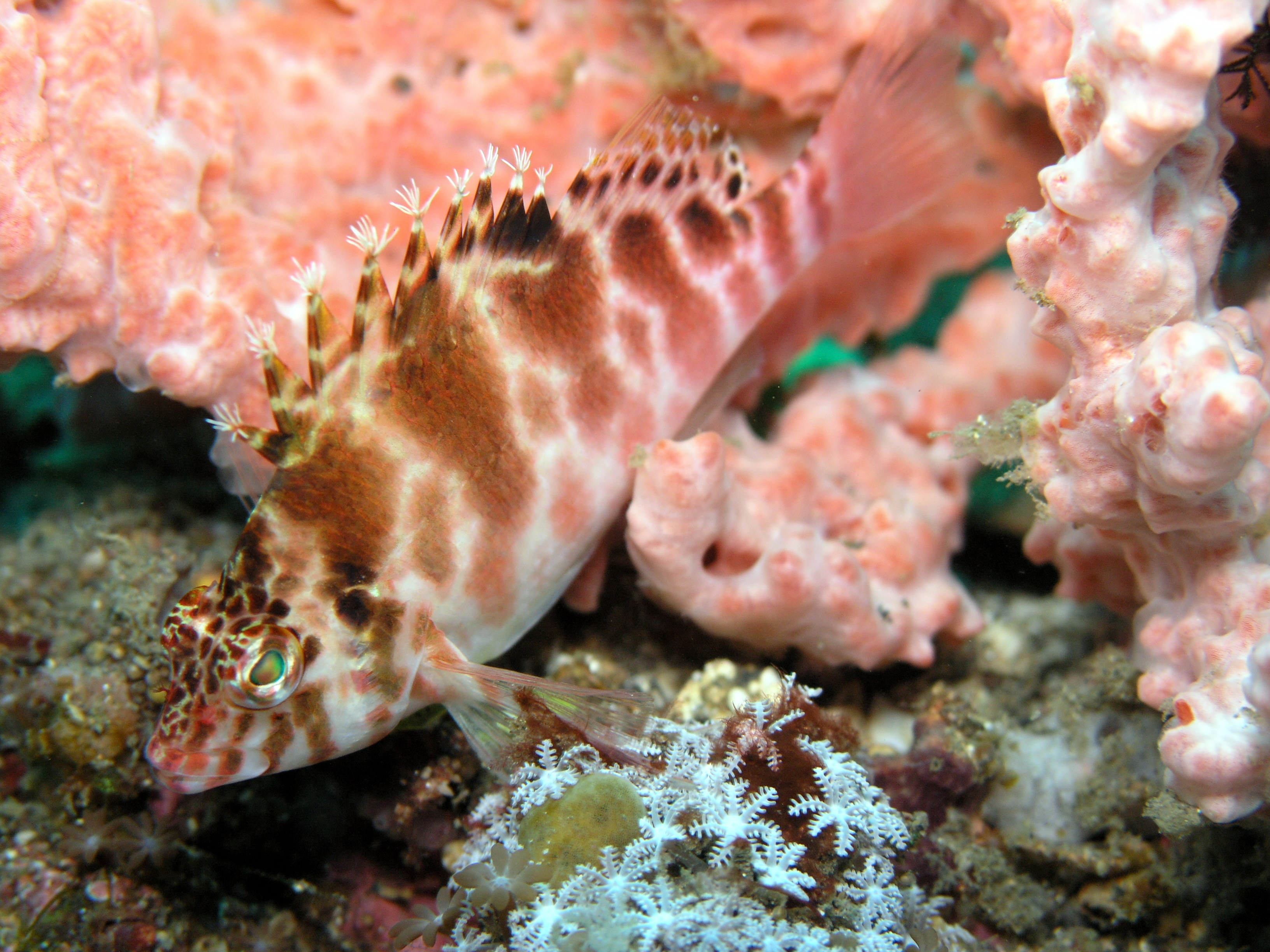
ミナミゴンベ Cirrhitichthys aprinus （オキゴンベ属）。海綿の上にいることが多い

ゴンベ科の仲間はすべて海水魚で、太平洋・インド洋・大西洋の熱帯域に生息し、特にインド太平洋が分布の中心となっている。浅い海のサンゴ礁・岩礁で暮らす底生魚で、肥厚した大きな胸鰭を使ってサンゴや海綿の上に静止している姿がしばしば観察される。鮮やかな色彩をもち、アクアリウム環境にもよく慣れるため、観賞魚として知られる種が多い。日本近海からは、南日本の太平洋岸を中心に8属14種が報告されている。
食性は肉食性で、小型甲殻類や他の魚類を捕食するなど、生態上の特徴はフサカサゴ科（カサゴ目）の仲間と似通った部分が多い。
雌性先熟型の雌雄同体で、ほとんどの個体は最初に雌として性成熟し、後に雄へと性転換する。大型の雄が複数の雌とハーレムを形成する種もある。繁殖行動は水面近くで行われ、浮性卵が放出される。

## 形態
ほとんどの仲間は小型で、体色の鮮やかな種が多いが、最大種では55cmに達する。浮き袋をもたない。
背鰭は1つで、10本の棘条と11-17本の軟条で構成される。胸鰭は大きく、鰭条は14本で、下位の5-7本は分枝せず鰭膜に切れ込みをもつ。臀鰭は3棘5-7軟条。鱗は円鱗または櫛鱗で、椎骨は26個。

## 分類
ゴンベ科にはNelson（2016）の体系において、12属33種が認められている。
- イソゴンベ属 Cirrhitus

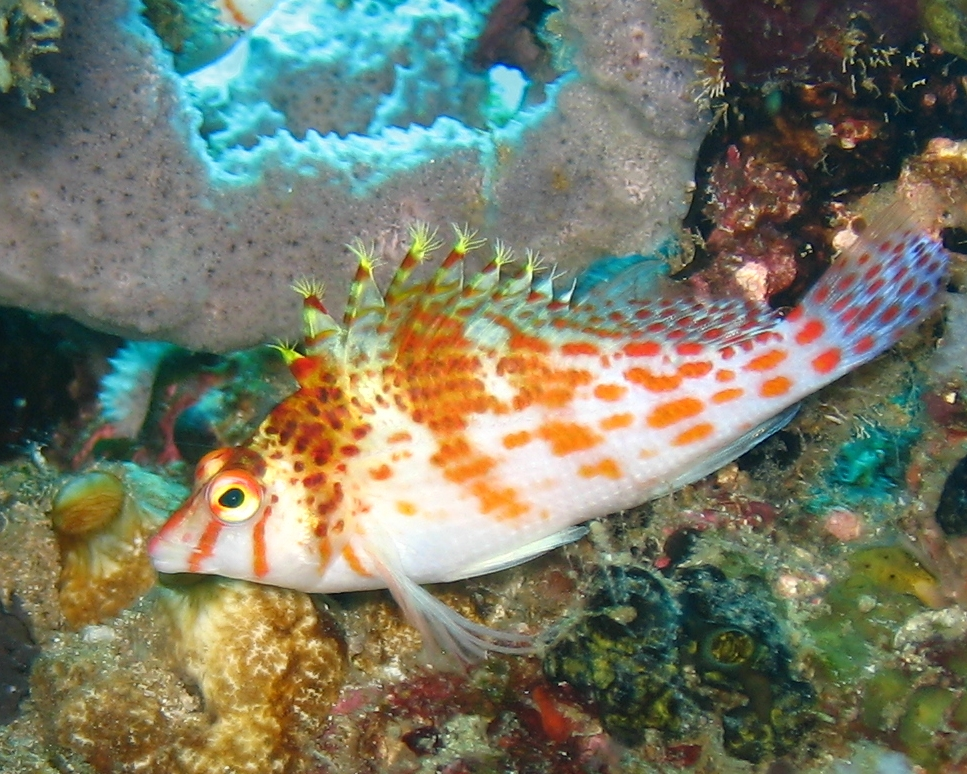
サラサゴンベ Cirrhitichthys falco （オキゴンベ属）。主にサンゴ上で生活し、雄はハーレムを形成する

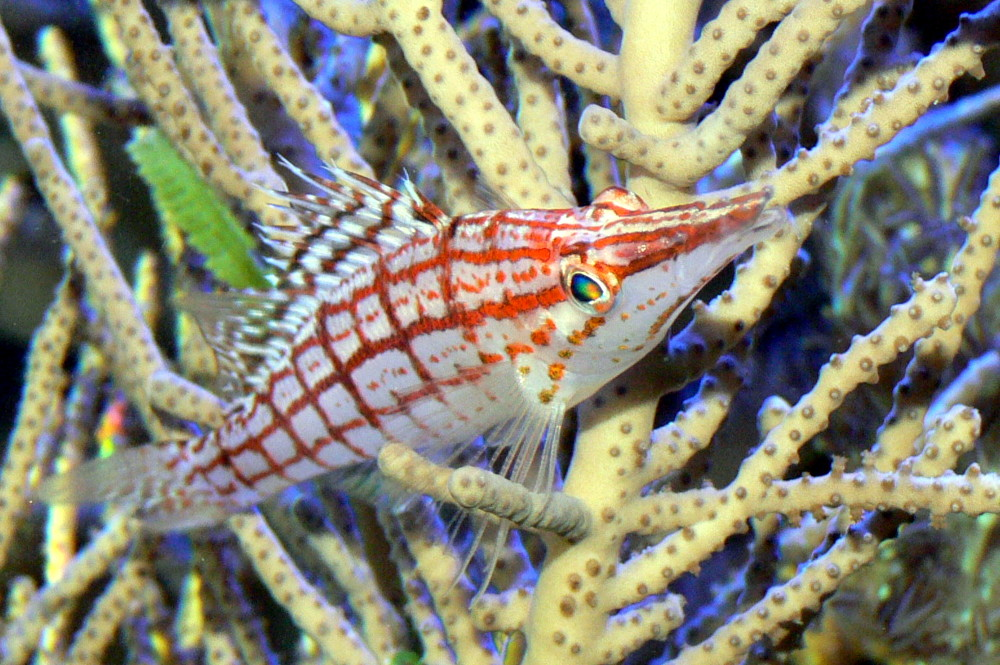
クダゴンベ Oxycirrhites typus （クダゴンベ属）。突き出た吻と網目模様が特徴で、ヤギ類の間を活発に遊泳する

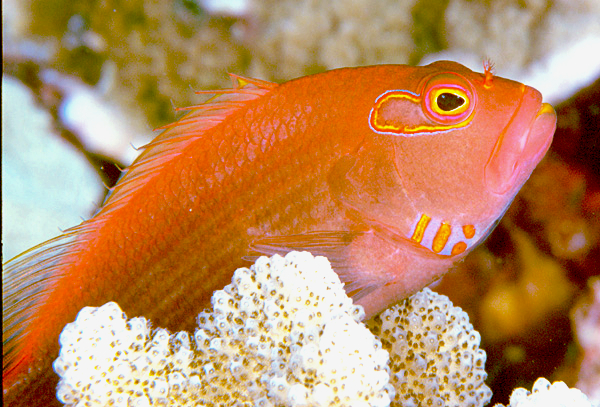
メガネゴンベ Paracirrhites arcatus （ホシゴンベ属）。メガネのようなU字模様を特徴とし、体色の色彩変異も多い

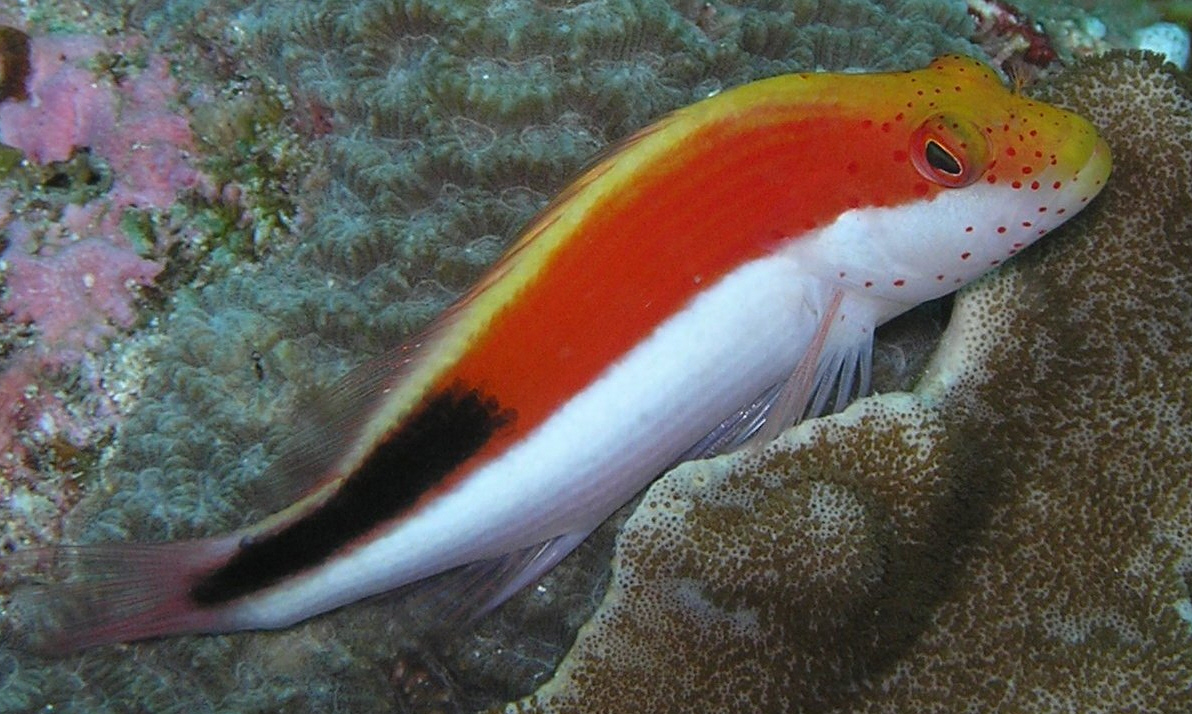
ホシゴンベ Paracirrhites forsteri （ホシゴンベ属）。紀伊半島以南のサンゴ礁では普通に見られる

  - イソゴンベ Cirrhitus pinnulatus
  - Cirrhitus albopunctatus
  - Cirrhitus atlanticus
  - Cirrhitus rivulatus
- ウイゴンベ属 Cyprinocirrhites
  - ウイゴンベ Cyprinocirrhites polyactis
- オキゴンベ属 Cirrhitichthys
  - オキゴンベ Cirrhitichthys aureus
  - キリンゴンベ Cirrhitichthys guichenoti
  - サラサゴンベ Cirrhitichthys falco
  - ヒメゴンベ Cirrhitichthys oxycephalus
  - ミナミゴンベ Cirrhitichthys aprinus
  - Cirrhitichthys bleekeri
  - Cirrhitichthys calliurus
  - Cirrhitichthys randalli
- クダゴンベ属 Oxycirrhites
  - クダゴンベ Oxycirrhites typus
- クロホシゴンベ属 Amblycirrhitus
  - クロホシゴンベ Amblycirrhitus unimacula
  - フタホシゴンベ Amblycirrhitus bimaculus[5]
  - Amblycirrhitus earnshawi
  - Amblycirrhitus oxyrhynchos
  - Amblycirrhitus pinos
- スミツキゴンベ属 Cirrhitops
  - スミツキゴンベ Cirrhitops hubbardi
  - Cirrhitops fasciatus
  - Cirrhitops mascarenensis
- ベニゴンベ属 Neocirrhites
  - ベニゴンベ Neocirrhites armatus
- ホシゴンベ属 Paracirrhites
  - イレズミゴンベ Paracirrhites hemistictus
  - ホシゴンベ Paracirrhites forsteri
  - メガネゴンベ Paracirrhites arcatus
  - Paracirrhites bicolor
  - Paracirrhites nisus
  - Paracirrhites xanthus
- Cristacirrhitus 属
  - Cristacirrhitus punctatus
- Isocirrhitus 属
  - Isocirrhitus sexfasciatus
- Itycirrhitus 属
  - Itycirrhitus wilhelmi
- Notocirrhitus 属
  - Notocirrhitus splendens